# PubMed

Logo PubMed

PubMed je volně přístupné rozhraní k databázi MEDLINE, která obsahuje citace a většinou i abstrakta biomedicínských odborných článků v angličtině i národních jazycích. U většiny článků je i odkaz na plný text, ten však již může být zpoplatněn vydavatelem příslušného časopisu. PubMed je provozován United States National Library of Medicine a National Institutes of Health jako část informačního systému Entrez.

## Vyhledávání na PubMedu
V PubMedu je možné vyhledávat zadáním podmínek na jednotlivé vlastnosti článků (rok vydání, jména autora, ...), přičemž je možné podmínky spojovat různými logickými spojkami.

## Použití
Databáze PubMed obsahuje pouze bibliografické citace a abstrakty (shrnutí článků), k většině článků obsahuje odkazy na plnotextové varianty (Lze je zobrazit kliknutím na tlačítko LinkOut, někdy je přímo odkaz na elektronický článek v podobě emblému databáze, ve které je obsažen).
Databáze PubMed je databází bez hodnocení kvality, indexuje všechny články všech indexovaných časopisů, nehodnotí kvalitu článků. K hledání vysoce kvalitních informací charakteru metaanalýz je vhodnější databáze Cochrane .